# ETF (entreprise)
Pour les articles homonymes, voir ETF.
 (août 2025).
Si vous disposez d'ouvrages ou d'articles de référence ou si vous connaissez des sites web de qualité traitant du thème abordé ici, merci de compléter l'article en donnant les références utiles à sa vérifiabilité et en les liant à la section « Notes et références ».
ETF (Eurovia travaux ferroviaires, anciennement Européenne de travaux ferroviaires) est la filiale ferroviaire d'Eurovia, pôle des infrastructures de transport du groupe Vinci. ETF est une société de réalisation et de maintenance d’infrastructures ferroviaires.

## Historique
ETF est issue du rapprochement de Vossloh Infrastructure Services (anciennement une filiale du groupe allemand Vossloh) avec Eurovia, qui, en 2008, a créé cette filiale. 

## Présentation
ETF est une entreprise spécialisée dans la construction et la maintenance d'infrastructures ferroviaires pour les réseaux ferrés nationaux, les réseaux de transport urbain ainsi que les embranchements industriels. 
L'entreprise est implantée en France, en Allemagne, en Pologne, au Canada, au Chili, en Guinée Conakry, au Gabon et en Égypte.Galerie

## Galerie

Ancien logo.
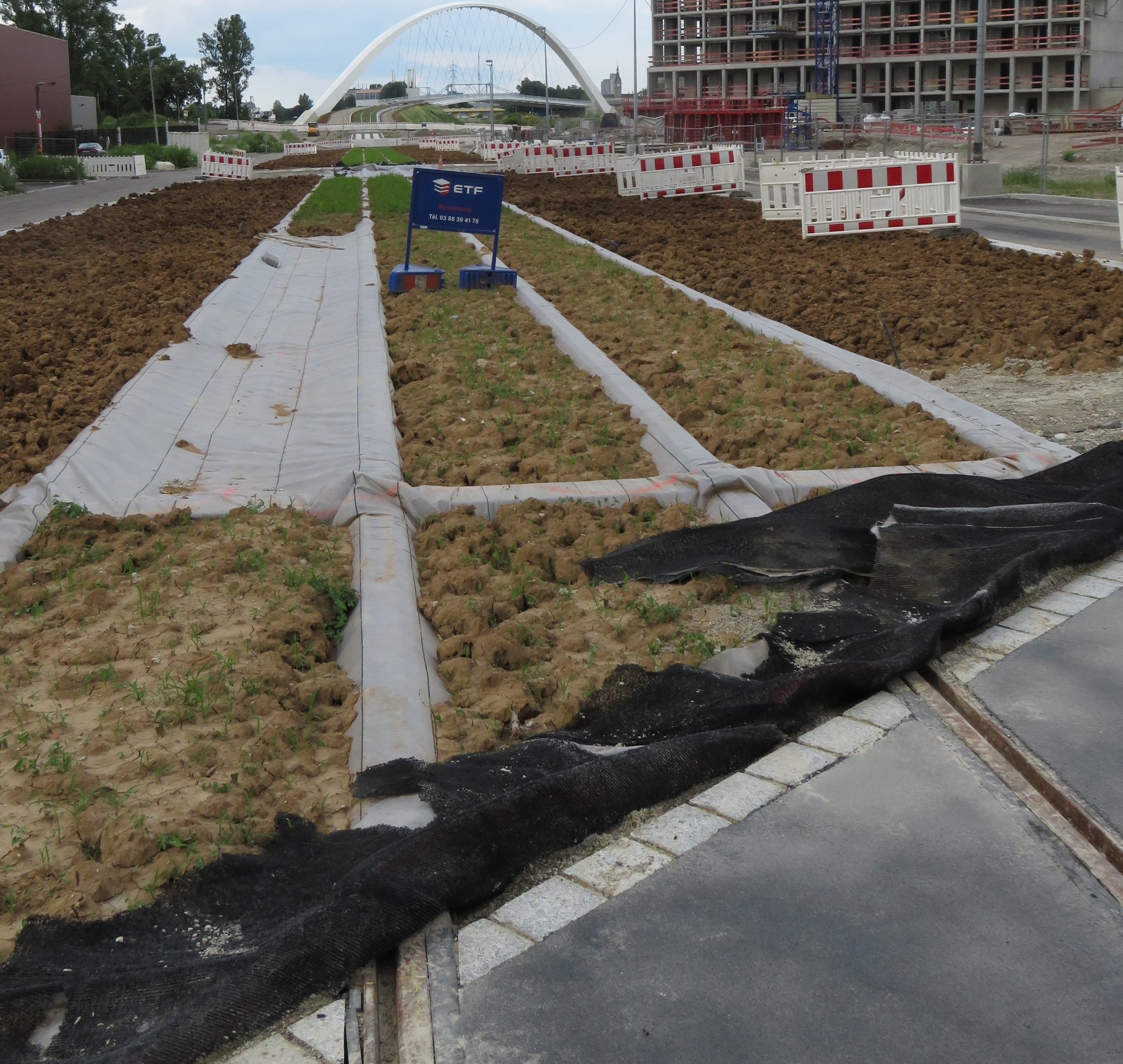
Un chantier d'ETF à Strasbourg.
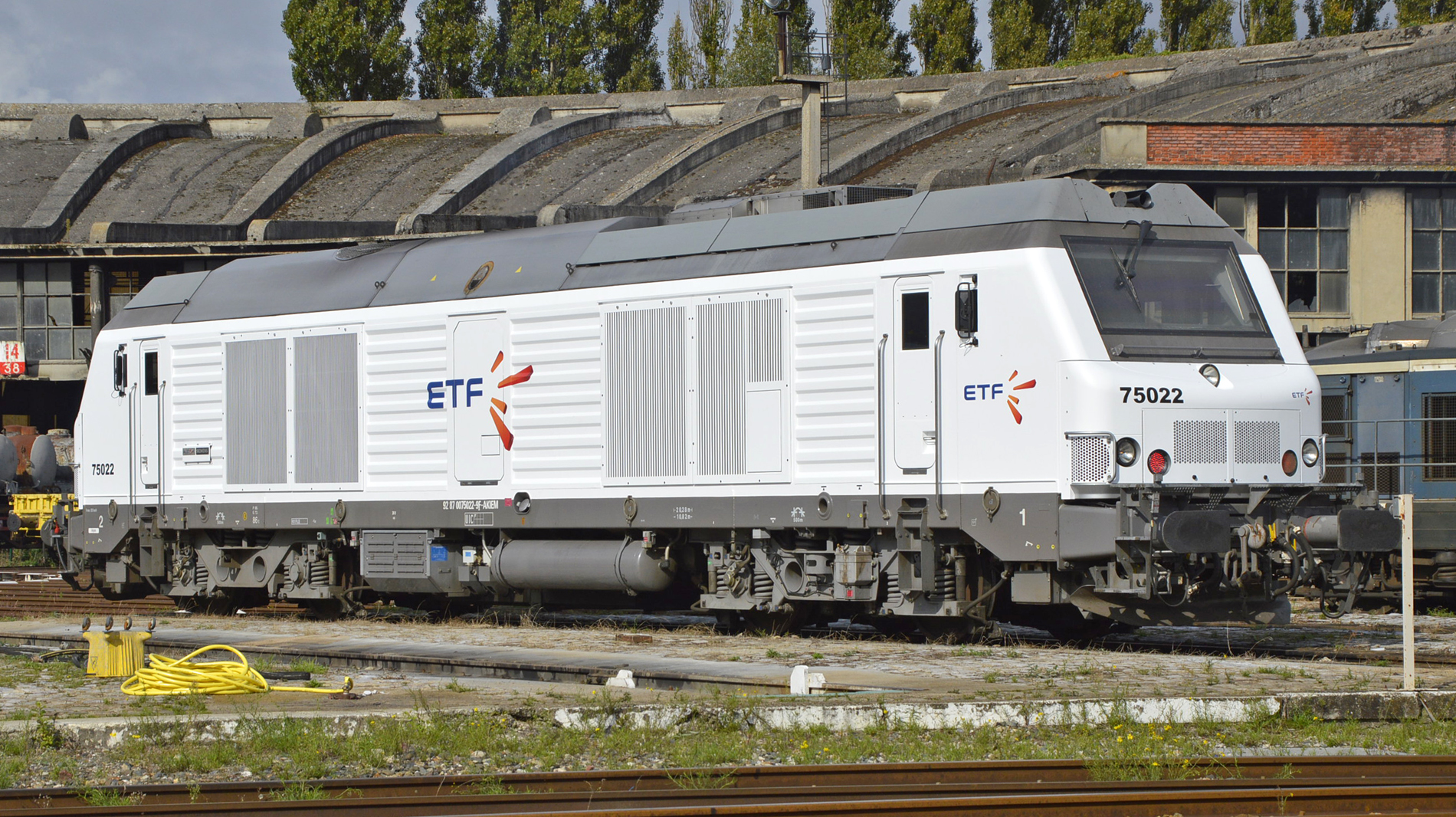
BB 75022 aux couleurs d’ETF.
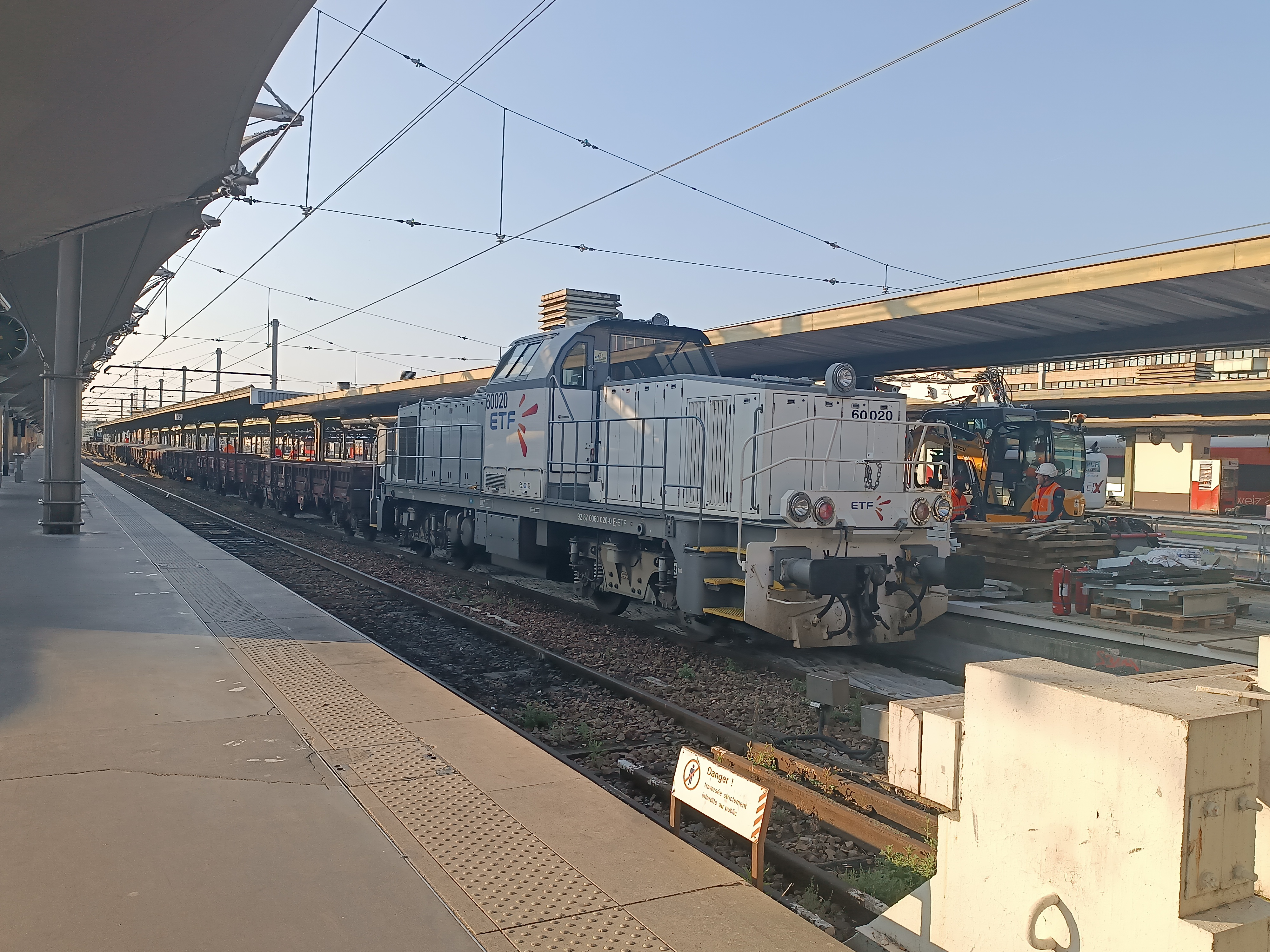
BB 60000 aux couleurs d'ETF.